# Widow Jenkins' Admirers
Widow Jenkins' Admirers è un cortometraggio muto del 1912 scritto, diretto e prodotto da Gilbert M. 'Broncho Billy' Anderson, che ha come interprete principale Augustus Carney, popolare attore del cinema muto, conosciuto soprattutto nella serie che ha come protagonista il personaggio di Alkali Ike.

## Produzione
Il film fu prodotto dalla Essanay Film Manufacturing Company. Venne girato in California, a San Rafael.

## Distribuzione
Distribuito dalla General Film Company, il film - un cortometraggio a una bobina - uscì nelle sale cinematografiche statunitensi il 23 gennaio 1912.